# Кантар (риба)
Кантар (Spondyliosoma cantharus) е вид бодлоперка от семейство Спарови (Sparidae). Видът не е застрашен от изчезване.

## Разпространение и местообитание
Разпространена е във водите около Албания, Алжир, Ангола, Белгия, Бенин, Босна и Херцеговина, България, Великобритания, Габон, Гамбия, Гана, Гвинея, Гвинея-Бисау, Германия, Гибралтар, Гърция, Дания, Демократична република Конго, Египет, Екваториална Гвинея, Западна Сахара, Израел, Ирландия, Испания, Италия, Кабо Верде, Камерун, Кипър, Кот д'Ивоар, Либерия, Либия, Ливан, Мавритания, Малта, Мароко, Монако, Намибия, Нигерия, Нидерландия, Норвегия, Португалия, Сенегал, Сиера Леоне, Сирия, Словения, Того, Тунис, Турция, Франция, Хърватия, Черна гора и Швеция.
Обитава крайбрежията и пясъчните дъна на морета. Среща се на дълбочина от 9 до 300 m, при температура на водата от 7,3 до 19,2 °C и соленост 34,2 — 38 ‰.

## Описание
На дължина достигат до 60 cm, а теглото им е максимум 1220 g.
Продължителността им на живот е около 15 години.